# Asse-2-Begleitprozess
Der Asse-2-Begleitprozess ist das gemeinsame, rollendifferenzierte Vorgehen verschiedener staatlicher, politischer und zivilgesellschaftlicher Gremien mit dem Ziel, bei der gesetzlich festgeschriebenen Rückholung des radioaktiven Abfalls aus dem ehemaligen Bergwerk Asse II (Landkreis Wolfenbüttel in Deutschland) eine regionale und zivilgesellschaftliche Mitwirkung zu garantieren und den Prozess transparent zu gestalten. Der Begleitprozess wird insbesondere durch die Asse-2-Begleitgruppe (a2b) gestaltet. Finanziert wird der Begleitprozess aus Mitteln des Bundesministeriums für Umwelt, Naturschutz, Bau und Reaktorsicherheit (BMUB).
Der Begleitprozess ist in seiner Form bisher einmalig: Staatliche Stellen, die verantwortlich für die Planung, die Entscheidungen und die Umsetzung des Rückholungsprozesses sind, werden beratend und kritisch prüfend von einem zivilgesellschaftlichen Gremium (Asse-2-Begleitgruppe) begleitet. Als ein solches Beteiligungsexperiment wird der Asse-2-Begleitprozess von der Endlagerkommission des Bundestages beobachtet und ausgewertet, Erkenntnisse fließen in das Beteiligungskonzept für die bundesweite Suche nach einem Standort zur Lagerung hochradioaktiver Stoffe ein.

## Hintergründe
In den Jahren 1967 bis 1978 wurden ca. 125.000 Fässer und Gebinde mit schwach- bis mittelradioaktiven Abfällen im Salzbergwerk Asse II eingelagert. Die Dokumentation des eingelagerten Inventars ist jedoch lückenhaft. Ab dem Jahr 1992 wurde durch das Bundesministerium für Bildung und Forschung (BMBF) und die Gesellschaft für Strahlenforschung mbH (GSF) die Schließung des Bergwerks eingeleitet. Einer geplanten Verfüllung, wie vom Betreiber vorgesehen, standen Bedenken insbesondere von Seiten der Anwohner gegenüber, die eine Grundwasserverseuchung und eine erhöhte Strahlung befürchteten.
Aufgrund des Widerstandes aus der Bevölkerung und der regionalen Politik wurde im November 2007 in einer gemeinsamen Erklärung von Bundesministerium für Bildung und Forschung, Bundesministerium für Umwelt, Naturschutz und Reaktorsicherheit und Niedersächsisches Ministerium für Umwelt- und Klimaschutz mitgeteilt: 
„Vertreter der regionalen Bevölkerung sollen in die Erarbeitung und Bewertung der Optionen einbezogen werden. […] Die Einrichtung einer Begleitgruppe durch den Landkreis oder Kreistag wird von BMU, BMBF und NMU gemeinsam befürwortet und unterstützt.“
Damit wurde der Asse-2-Begleitprozess gestartet und die Institution einer Asse-2-Begleitgruppe ins Leben gerufen.

## Optionenvergleich
In der gleichen Pressemitteilung wird dem Stilllegungsprozess ein Optionenvergleich vorgeschaltet:
„Spätestens bis Mitte 2008 wird ausgehend von den bisher geprüften Schließungsmaßnahmen unter Berücksichtigung ergänzender bzw. alternativer Maßnahmen eine abschließende Bewertung von Optionen durchgeführt. Auch die Rückholung der mittelradioaktiven Abfälle wird in die Prüfung einbezogen.“
Folgende Optionen wurden geprüft:
- Umlagerung des Atommülls innerhalb des Bergwerks
- Verbleib des Atommülls in der Asse II und Verfüllung der Schachtanlage
- Rückholung des Atommülls aus der Schachtanlage Asse II

Im Jahr 2010 stellte das Bundesamt für Strahlenschutz (BfS), die Ergebnisse des Optionenvergleichs vor. Danach ist die Rückholung die einzige Option, die Langzeitsicherheit garantiert. Die entsprechende Empfehlung des BfS zur Rückholung, sofern nicht technisch unüberwindbare Hindernisse wie z. B. ein unbeherrschbarer Wassereinbruch („Laugenzutritt“) entstehen, fand die notwendige politische Unterstützung des BMUB und aus der Region.

## Akteure
Am Rückholungsprozess des Asse-Atommülls aus dem Bergwerk arbeiten viele verschiedene Akteure zusammen:
Asse-2-Begleitgruppe (a2b), bestehend aus stimmberechtigten Vertretern von
- Kreistagsfraktionen
- Bürgerinitiativen
- Umweltverbänden
- Asse-nahen Kommunen (Stadt Wolfenbüttel, Samtgemeinde Elm-Asse, Samtgemeinde Sickte)

Zur Asse-2-Begleitgruppe im weiteren Sinne (A2B) zählen zusätzlich (ohne Stimmrecht)
- Wissenschaftliche Arbeitsgruppe Optionen – Rückholung (AGO)
- staatliche Institutionen (Bundesgesellschaft für Endlagerung mbH, Bundesministerium für Umwelt, Naturschutz, Bau und Reaktorsicherheit, Niedersächsisches Umweltministerium)

### Asse-2-Begleitgruppe (a2b)
Die Asse-2-Begleitgruppe ist die Interessenvertretung der Region Wolfenbüttel, die den Rückholungsprozess des Atommülls aus dem ehemaligen Bergwerk Asse II und letztlich die Schließung des Bergwerks begleitet. Als solche dient das Gremium der Transparenz des Prozesses, ist Sprachrohr für die lokale Bevölkerung und wirkt so am Prozess der Rückholung des Atommülls mit. Sie ist ebenfalls zentraler Ansprechpartner in der Region für alle beteiligten Ministerien und Behörden, ohne dass dadurch die zivilgesellschaftlichen Akteuren wie Bürgerinitiativen in ihren Aktivitäten eingeschränkt würden. Die Organisation der Begleitgruppe liegt in den Händen des Landkreises Wolfenbüttel. Etwa einmal im Quartal finden gemeinsame öffentliche Sitzungen der a2b mit den beteiligten Ministerien und Behörden statt („A2B“).
In den etwa vierteljährlichen gemeinsamen beratenden Sitzungen der a2b mit der fachlich beratenden Arbeitsgruppe Optionen – Rückholung (AGO) und den zuständigen staatlichen Stellen („A2B“) sind für die Letzteren das Bundesministerium für Umwelt, Naturschutz, Bau und Reaktorsicherheit (BMUB), das Bundesamt für Strahlenschutz (BfS), das Niedersächsische Ministerium für Umwelt, Energie und Klimaschutz (NMU), das Landesamt für Bergbau, Energie und Geologie (LBEG) und seit April 2017 die Bundesgesellschaft für Endlagerung mbH (BGE) (zuvor Asse GmbH) vertreten.
Vorsitzende der Asse-2-Begleitgruppe ist die Landrätin des Landkreises Wolfenbüttel Christiana Steinbrügge. 

#### Ziele
Laut Geschäftsordnung (§ 5) setzt sich die Asse-2-Begleitgruppe ein für
- „[…] den bestmöglichen nachhaltigen Schutz von Mensch und Umwelt vor dem Asse-Atommüll
- eine schnellstmögliche und größtmögliche Rückholung des Asse-Atommülls, sofern damit keine unvertretbaren Risiken verbunden sind
- die Schaffung von Transparenz zum gesamten Stilllegungsprozess
- aktive Beteiligung und Information der Öffentlichkeit
- Versachlichung der Diskussion und Vorbereitung einer sachgerechten Entscheidung“

#### Aufgaben
Die Asse-2-Begleitgruppe hat laut Geschäftsordnung (§ 6) die Aufgabe,
- „[…] das Stilllegungsverfahren der Schachtanlage Asse zu begleiten und die Frage der Zwischen- und Endlagerung des Asse-Atommülls kriteriengeleitet und verantwortungsvoll zu berücksichtigen
- Entscheidungs- und Umsetzungsprozesse aller beteiligten Behörden kritisch zu begleiten, sowie die Bündelung der Interessen der Region auf der Basis der gemeinsamen Ziele
- die Begleitung des Rückholungsprozesses
- Einfordern und Überwachen eines selbstverpflichtenden Zeit- und Maßnahmenplanes zur Rückholung.“

#### Finanzierung
Die Arbeit der Asse-2-Begleitgruppe und der Arbeitsgruppe Optionen – Rückholung (AGO) wird durch Finanzmittel des Bundesministeriums für Umwelt, Naturschutz, Bau und Reaktorsicherheit (BMUB) ermöglicht.

#### Veranstaltungen
Seit Gründung der a2b führt diese eine eigenständige Öffentlichkeitsarbeit durch, die der Transparenz dient und der Bevölkerung die Möglichkeit der Mitwirkung bietet. Seit 2015 findet in loser Folge die Veranstaltungsreihe „a2b vor Ort“ in verschiedenen Ortschaften rund um den Höhenzug Asse statt. Dabei werden die Geschichte der Schachtanlage, die Problematik der Atommülleinlagerung und die daraus resultierenden Folgen für den heutigen Umgang mit der Rückholung sowie aktuelle Fragen thematisiert. Die Veranstaltung ist öffentlich und richtet sich insbesondere an Menschen mit geringen Vorkenntnissen zur Asse-Problematik.

#### Asse-Patenschaften
Die Asse-2-Begleitgruppe zeichnet seit 2013 Menschen als Asse-Paten aus, die sich mit ihrem Engagement für die Asse eingesetzt und/oder den Begleitprozess wirksam vorangetrieben haben. Derzeit gibt es vier Asse-Paten:
- Jörg Röhmann (ehemaliger Landrat des Landkreises Wolfenbüttel, ehemaliger Staatssekretär im niedersächsischen Sozialministerium) wurde im März 2013 zum Asse-Paten ernannt. Er hat sich bis 2013 als Vorsitzender der a2b für die Rückholung des Asse-Atommülls engagiert.
- Ursula Heinen-Esser (ehemalige parl. Staatssekretärin im BMU, seit 2018 Ministerin für Umwelt, Landwirtschaft, Natur- und Verbraucherschutz des Landes Nordrhein-Westfalen) erhielt die Auszeichnung als Asse-Patin im September 2013 insbesondere für ihre Verdienste um das Gelingen der „Lex Asse“.
- Hans-Helge Jürgens wurde im Februar 2015 als Asse-Pate geehrt. Er hatte schon in den 70er Jahren die Gefahren der Einlagerung von Atommüll in der Asse erkannt und davor gewarnt.
- Horst Pitterich (Leiter Entsorgung beim Projektträger Karlsruhe) ist seit Mai 2015 Asse-Pate. Er war langjährig als Leiter und Koordinator der AGO tätig.

#### Erfolge
Die Asse-2-Begleitgruppe hat als öffentliches und staatlich legitimiertes Gremium starken Einfluss auf den gesamten Prozess, den die Atommülleinlagerung in der Asse II nach sich zieht. Hinsichtlich des Prozesses zur Stilllegung der Asse konnten folgende Errungenschaften unter Beteiligung der a2b erreicht werden:
- Durchsetzung eines Optionenvergleichs, in dessen Ergebnis die Rückholung der radioaktiven Abfälle als Vorzugsoption benannt wurde,
- gesetzliche Festschreibung der Stilllegung der Schachtanlage Asse II nach Rückholung der radioaktiven Abfälle in das Atomgesetz (Lex Asse),
- transparente Rückholungsplanung.

In einer Rede des Niedersächsischen Ministers für Umwelt, Energie und Klimaschutz Stefan Wenzel am 22. März 2013 im Bundesrat heißt es:
„Durch die neu geschaffenen Regelungen im §57 b Absatz 9 Atomgesetz ist […] sichergestellt, dass eine umfassende Unterrichtung der Öffentlichkeit über alle Vorgänge und Abläufe der Asse erfolgt und somit die Transparenz wie auch der bereits bestehende Beteiligungsprozess nochmals verbessert wird. Dies stärkt das Vertrauen der Bürgerinnen und Bürger in das gesamte Stilllegungsverfahren. Die Arbeit der Begleitgruppe zeigt einen neuen Weg für Bürgerbeteiligung in hochkomplexen öffentlich-rechtlichen Planungsverfahren.“
Die Erfahrungen im Asse-2-Begleitprozess wurden von der Endlagerkommission des Bundestages ausgewertet und flossen in die Gestaltung der Öffentlichkeitsbeteiligung bei der Suche nach einem Endlager für hochradioaktive Abfälle ein.

#### Probleme
Die Zusammensetzung der Asse-2-Begleitgruppe ist äußerst heterogen und stellt den Versuch dar, die Bandbreite der regionalen Öffentlichkeit im Interesse einer gemeinsamen Interessenwahrnehmung zu bündeln. Dadurch arbeiten durch Wahl legitimierte Bürgermeister und Vertreter des Wolfenbütteler Kreistages zusammen mit Vertretern von Umweltverbänden sowie Vertretern von Bürgerinitiativen und Einzelpersonen, die z. T. seit vielen Jahren atom- und in unterschiedlichem Ausmaß auch staatskritisch eingestellt sind.
Im Verlaufe des Jahres 2015 sind innerhalb der a2b zunehmend Konflikte über Rollen, Verbindlichkeiten, Aufgaben sowie das Verhältnis zu den staatlichen Stellen zu Tage getreten, die ab Jahresanfang 2016 mit Hilfe externer Moderation und ggf. einer Mediation bearbeitet werden sollen.

### Arbeitsgruppe Optionen – Rückholung (AGO)
Die wissenschaftliche Arbeitsgruppe Optionen – Rückholung unterstützt die a2b fachlich. Die meisten Mitglieder dieser Gruppe wurden auf Wunsch der a2b berufen. Die AGO wird vom BMUB finanziert und in dessen Auftrag vom Projektträger Karlsruhe organisiert und moderiert.

## Schwerpunkte
Der komplexe Prozess der Atommüllbergung aus der Schachtanlage Asse II verlangt zahlreiche langwierige Teilprojekte und Sicherungsaufgaben. Diese werden federführend vom Bundesamt für Strahlenschutz (BfS) betrieben und im Rahmen des Asse-2-Begleitprozesses kritisch-konstruktiv überprüft:
- Rückholung des Asse-Atommülls
- Bau eines Bergungsschachtes (Schacht 5)
- Konditionierung/Lagerung des geborgenen Atommülls
- Drainage
- Notfallplanung

Alle Maßnahmen, die für die Rückholung des Asse-Atommülls notwendig sind, einschließlich der Notfallvorsorge, werden, wie in der Lex Asse festgeschrieben, parallel vorangetrieben.

### Rückholung
Als Ergebnis des Optionenvergleichs wurde vereinbart, die Rückholung prioritär zu verfolgen. Dieses Ziel wurde im April 2014 mit der Erweiterung des Atomgesetzes um § 57b „Betrieb und Stilllegung der Schachtanlage Asse II“, die so genannte „Lex Asse“, gesetzlich verankert. Dort heißt es hinsichtlich der Stilllegung der Schachtanlage Asse:
„Die Stilllegung [des Bergwerks] soll nach Rückholung der radioaktiven Abfälle erfolgen.“
Lediglich nicht überwindbare technische Hindernisse, wie z. B. ein unbeherrschbarer Wassereinbruch (Laugenzutritt), oder sicherheits- und gesundheitsrelevante Gründe rechtfertigen eine alternative Schließungsmethode der maroden Schachtanlage. Für die Umsetzung der Rückholung ist der Betreiber, das BfS, zuständig. Grundsätzlich wird das Verfahren zwar als technisch machbar, aber auch als sehr aufwändig und langwierig eingeschätzt. Insbesondere der Strahlenschutz für die Bevölkerung und die Beschäftigten muss entsprechend den Regeln der Strahlenschutzverordnung gewährleistet sein. Auf Basis der Lex Asse werden parallel zu derzeitigen Erkundungs- und Probebohrungen bereits die technischen Vorbereitungen für eine Rückholung (Schacht 5, Zwischenlager einschl. Pufferlager und Konditionierungsanlage) getroffen. Dort heißt es:
„Die Genehmigungsbehörde kann in einem Genehmigungsverfahren für die Rückholung radioaktiver Abfälle und für damit zusammenhängende Maßnahmen auf Antrag zulassen, dass mit zulassungsbedürftigen Vorbereitungsmaßnahmen bereits vor Erteilung der Genehmigung begonnen wird […].“
Neben den technischen Voraussetzungen müssen Stabilisierungs- und Vorsorgemaßnahmen zur Sicherheitsgewährleistung für Mensch und Umwelt in die Rückholungsplanung einfließen.
Der Zeitplan für die Rückholung sowie die Beschleunigungspotenziale sind im Rahmenterminplan ausgewiesen. Nach heutiger unverbindlicher Schätzung des BfS könnte mit der Rückholung im Jahr 2033 begonnen werden. Diese Schätzung basiert auf ausgewiesenen Beschleunigungspotenzialen von insgesamt drei Jahren gegenüber dem früheren Rahmenterminplan, die sich aus einem Fachworkshop und den neuen Randbedingungen durch die Lex Asse ergaben.

### Schacht 5
Für die Rückholung muss eine neue Infrastruktur an der Schachtanlage geschaffen werden, da sich die beiden bestehenden Schächte 2 und 4 nicht ausreichend zur Bergung des Atommülls eignen: Schacht 2 hat nur sehr begrenzte Kapazitäten und entspricht in seiner heutigen Form nicht den kerntechnischen Anforderungen, Schacht 4 ist lediglich ein Rettungsschacht. Somit muss ein neuer Bergungsschacht angelegt werden, der an das bestehende Grubengebäude angebunden ist und sowohl als Transportweg für die geborgenen Atomabfälle aus dem Bergwerk über Tage als auch zur Belüftung dient.
Aufgrund geologischer Gegebenheiten kommt als Standort eines Bergungsschachtes ein Bereich 500 m östlich des Schachtes 2 in Frage, der durch vertikale und horizontale Erkundungsbohrungen auf seine Eignung hin überprüft wird. Nach derzeitigen Erkenntnissen wird eine Eignung des Standortes nicht ausgeschlossen.

### Konditionierung/Lagerung
Ebenfalls zur neu anzulegenden Infrastruktur zählen ein Pufferlager und eine Konditionierungsanlage. Nach der Bergung aus dem Bergwerk werden die als Overpacks verpackten Behälter in einem Pufferlager untergebracht, wo sie bis zur Konditionierung aufbewahrt werden. Bei der Konditionierung werden die Abfälle ggf. getrocknet und/oder verdichtet störfallsicher verpackt. Danach werden sie in ein Zwischenlager gebracht, wo die Behälter bis zum Abtransport in ein Endlager verbleiben.
Während das Pufferlager und die Konditionierungsanlage aufgrund sicherheitsrelevanter Gründe zwingend am Standort der Schachtanlage gebaut werden müssen, ist das Zwischenlager auch an anderen Standorten möglich. Die Zwischenlagerstandortsuche erfolgt nach einem in enger Zusammenarbeit vom BfS, der Asse-2-Begleitgruppe und der AGO entwickelten Kriterienkatalog.

### Drainage
In das marode Salzbergwerk Asse dringen täglich etwa 12.000 l Grundwasser ein, welches aufgefangen, abgepumpt und in ein anderes Salzbergwerk verbracht wird. Dies verhindert ein Absaufen der Schachtanlage und eine anschließende Ausbreitung radioaktiver Lauge, solange die Menge beherrschbar bleibt.
In der Nähe der Einlagerungskammern werden zusätzlich täglich etwa 20 l kontaminierte Salzlauge unbekannter Herkunft gefasst, die offenbar Kontakt zu den radioaktiven Abfällen hatten. Diese Lauge wird für die Herstellung von Beton verwendet und verbleibt im Bergwerk. Das kontinuierliche Abpumpen soll verhindern, dass die radioaktiven Abfälle in den Einlagerungskammern mehr als nötig feucht werden. Je feuchter die Abfälle sind, desto schwieriger wird die Rückholung und desto eher drohen unkalkulierbare Reaktionen.

### Notfallplanung
Für den Fall, dass die Wassermengen nicht mehr zu bewältigen sind („auslegungsüberschreitendes Ereignis“) und dadurch das Eindringen von Wasser in die Einlagerungskammern nicht mehr vermieden werden kann, werden mit Zielzeitpunkt 2024 folgende Formen von Vorsorge- und Notfallmaßnahmen geplant bzw. umgesetzt:
1. Maßnahmen zur Stabilisierung des Grubengebäudes und zum Schutz der Einlagerungskammern
2. vorbereitende Maßnahmen für eine schnelle Reaktionsfähigkeit beim Eintritt des Notfalls
3. Maßnahmen beim Eintritt eines Notfalls

Als zentrale Stabilisierungsmaßnahme werden Hohlräume auf den Sohlen zwischen 725 und 775 m, die nicht mehr benötigt werden, dauerhaft verfüllt. In Einzelfällen würden Verfüllungen jedoch dazu führen, dass die Sümpfe mit den sich sammelnden radioaktiv belasteten Laugen nicht mehr zugänglich und damit nicht mehr direkt kontrollierbar sind. Sollte das geplante Abpumpen über größere Entfernungen zu Schwierigkeiten führen, könnte dies einen Anstieg des Lösungspegels in den Einlagerungskammern zur Folge haben. Deshalb werden einige der Verfüllungsmaßnahmen von AGO und der Asse-2-Begleitgruppe kritisch gesehen. Als Reaktion hat das BfS ein Alternativkonzept erarbeitet, welches derzeit bewertet wird.
Für den Notfall sind weitere Verfüllungen der restlichen Hohlräume, eine Gegenflutung des Grubengebäudes mit einer gesättigten Magnesiumchlorid-Lösung sowie ggf. die Verfüllung der Schächte 2 und 4 vorgesehen.

## Erfolge
Seit dem Jahr 2009 arbeiten verschiedene Institutionen und Gruppen im Asse-2-Begleitprozess zusammen. Wichtige Errungenschaften des Begleitprozesses sind insbesondere:
- Durch den Asse-2-Begleitprozess wurde ein Optionenvergleich für die Schließung der Asse durchgesetzt. Nach Abwägung technischer, bergbaulicher und sicherheitsrelevanter Aspekte wurde die Rückholung des Asse-Atommülls als einzige vertretbare Variante identifiziert.
- Das Atomgesetz wurde auf Initiative des Begleitprozesses um § 57b („Lex Asse“) ergänzt. Darin wird u. a. die Rückholung des Asse-Atommülls gesetzlich festgeschrieben.
- Der Begleitprozess trug zur Identifizierung und Konkretisierung verschiedener Teilprojekte bei, die für eine Rückholung der atomaren Abfälle aus den Einlagerungskammern notwendig sind
  - Stabilisierungsmaßnahmen und Notfallvorsorge
  - Bau eines Bergungsschachtes (Schacht 5)
  - Konzept zur Rückholungsplanung
  - Konzept zu Konditionierungsanlage, Puffer- und Zwischenlager
  - Beschleunigung der Faktenerhebung
- Es konnte sich auf einen Kriterienkatalog für die Suche nach einem Zwischenlagerstandort geeinigt werden.
- Zwischen den verschiedenen Institutionen und Gruppen des Asse-2-Begleitprozesses herrscht Einvernehmen über den schachtnahen Bau einer Konditionierungsanlage und eines Pufferlagers.

## Probleme
Da der Asse-2-Begleitprozess aus einer skandalträchtigen Situation heraus entstand, wurde zu Beginn des Prozesses nur unzureichend geklärt, wie seine „äußere Architektur“, d. h. seine Verknüpfung mit dem System der repräsentativen Demokratie aussieht. Dadurch existieren Unklarheiten und Konflikte über Rollen und Aufgaben. Ferner werden auch Fragen der Legitimation von zivilgesellschaftlichen Akteuren diskutiert. Vor dem Hintergrund der Differenzen gab es im April 2015 einen zweitägigen „Schnittstellen-Workshop“, in dem das Verhältnis zwischen staatlichen Stellen einerseits und der Asse-2-Begleitgruppe andererseits im Mittelpunkt stand. Einigkeit besteht bei allen Beteiligten darüber, dass der Begleitprozess zwar die Beteiligung der betroffenen regionalen Bevölkerung anstrebt und auch den Prozess der Rückholung materiell verbessern soll, dabei jedoch die Entscheidungsrechte und die Verantwortung der staatlichen Stellen für die radioaktiven Abfälle nicht einschränkt.